# Vada Sabata
Vada Sabata, o Vada Sabbata (grec antic: Σαβάτων Οὕαδα o Σάββατα) va ser una ciutat de la costa de Ligúria. Estava situada en una badia que oferia un refugi segur a les naus que navegaven per aquella costa, i sembla que va ser molt freqüentada per les flotes romanes.
Situada al país dels ingauns, en un dels extrems de la via Emília Escàuria, es trobava entre Albium Ingaunum (a uns 40 km) i Vicus Virginia (a uns 15 km). Un pas estret conduïa a l'interior a través dels Apenins, des de Vada fins a Aquae Statiellae. A aquesta ciutat hi va arribar Marc Antoni quan va ser vençut per Dècim Juni Brut Albí a la guerra de Mutina l'any 43 aC. Sota l'Imperi Romà, Vada Sabata era un important punt de comerç, i als Itineraris se la considera encara un port important. És la moderna Vado Ligure.